# Níkos Economópoulos

Nikos Economopoulos  (en grec  Νίκος Οικονομόπουλος ) est un chanteur grec de folk moderne (μοντέρνο λαϊκό) né à Patras (Grèce-Occidentale) le 30 juin 1984. En tant que vainqueur du programme de talents Dream Show- the Music 2, il a contribué avec des artistes tels que Stamatis Gonidis et Nikos Makropoulos, mais surtout avec Anna Vissi à des concerts en Afrique.

## Biographie
Il abandonne sa ville à dix-sept ans pour voyager et chanter dans plusieurs villes du Péloponnèse et du nord de la Grèce. En décembre 2006 il remporte le concours de téléréalité ‘’Dream Show’’", de la chaîne ALPHA, ce qui le fait connaître du grand public. 
Son premier album est lancé en novembre 2007, nommé ‘’Premier Amour’’  (Πρώτη αγάπη). Il est aussi remarqué pour ses chansons à succès comme  Δεν είσαι ενταξει (Tu n’es pas bien), "Όλα για σένα" (Tout pour toi), "Κοίτα να μαθαίνεις" (Regarde et Apprends), "Δυο Σπασμένα Ποτήρια" (Deux cristaux cassés) et  "Αυτό το αστέρι" (Ces étoiles). 
En 2008 il remporte le prix du meilleur artiste révélation aux MAD Video Music Award et sort son album  "Και μη γυρίζεις" (Et ne reviens plus) sous le label de Sony Music Entertainment-Grèce ainsi que son deuxième album complet  Άκουσα... (J’ai entendu...). En 2009 il reçoit sa deuxième récompense MAD pour le meilleur vidéo clip de folk contemporain.

## Discographie

### Albums
- 2007: Μάτια μου (Mes yeux) single
- 2007: Πρώτη αγάπη (Premier amour)
- 2008: Και μη γυρίζεις (Et ne reviens plus) maxi single
- 2008: Ακουσα... (J’ai entendu)
- 2009: Κατάθεση Ψυχής (Forte pensée)
- 2010: Δώρο για σένα (Cadeau pour toi)
- 2011: Θα είμαι εδώ (Je serai ici)
- 2012: Εννοείται (Je veux dire)